# Технічний сервіс агропромислового, лісового та транспортного комплексів
«Технічний сервіс агропромислового, лісового та транспортного комлексів» — науковий журнал, що видається в Україні і виходить 2-4 рази на рік. Мова видання: українська, російська, англійська. Засновником є Харківський національний технічний університет сільського господарства імені Петра Василенка.

## Тематика
Висвітлюються питання технічного сервісу машин, агропромислового, лісового та транспортних комплексів, технологій та засобів діагностування, проблем використання паливно-мастильних матеріалів та альтернативних видів палива та змащувальних матеріалів, проблем надійності, відновлення, енергозабезпечення та енергозбереження, сприяння розвитку науки і техніки.

## Редколегія
- Головний редактор - Войтов В. А. (доктор технічних наук, професор)
- Заступник головного редактора - Науменко О. А. (кандидат технічних наук, професор)
- Відповідальний секретар - Романченко В. М. (кандидат технічних наук, доцент)
- Редколегія: Бойко І. Г., Власовець В. М., Гринченко О. С., Казанцев С. П., Козаченко О. В., Kolodziejv J., Кухтов В. Г., Марьян Г. Ф., Міклуш В. П., Овсянніков С. І., Пастухов А. Г., Сидорчук О. В., Сідашенко О. І., Скобло Т. С., Тіщенко Л. М., Тришевський О. І.

Журнал призначений для виробників, викладачів, наукових співробітників, аспірантів і студентів, які спеціалізуються у відповідних або суміжних галузях науки та напрямках виробництва.